# 9996 ANS
9996 ANS este un asteroid din centura principală de asteroizi.

## Descriere
9996 ANS este un asteroid din centura principală de asteroizi. A fost descoperit pe 17 octombrie 1960 la Observatorul Palomar de Cornelis Johannes van Houten, Ingrid van Houten-Groeneveld și Tom Gehrels. Asteroidul prezintă o orbită caracterizată de o semiaxă mare de 2,79 ua, o excentricitate de 0,24 și o înclinație de 7,7° în raport cu ecliptica.